# Houppa

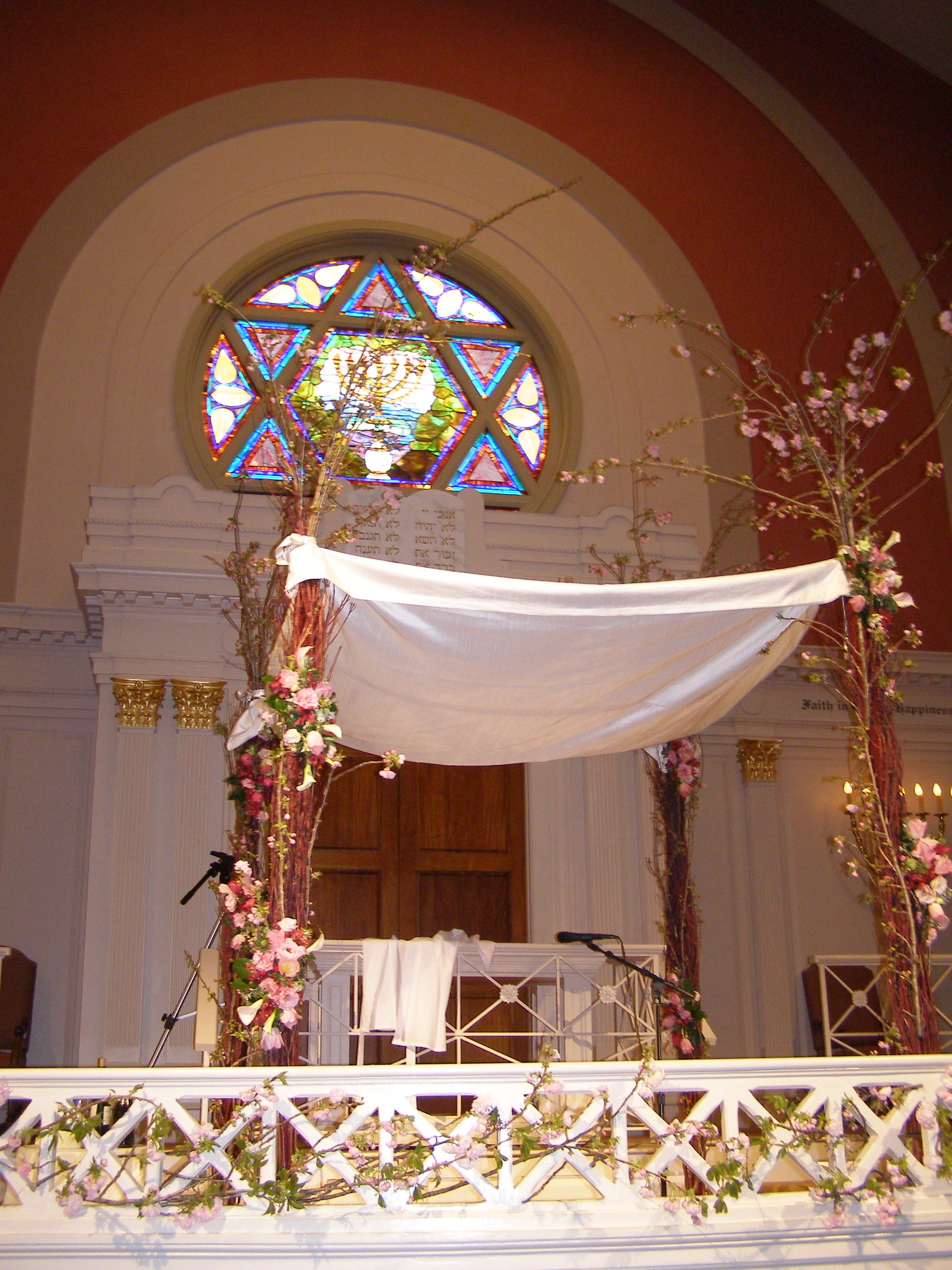
La houppa de la synagogue Historique Sixth & I de Washington.

Une houppa (hébreu : חוּפָּה, également orthographié khouppa, houppah, ou khouppah — pluriel : houppot, hébreu : חוּפּוֹת) est un dais traditionnellement utilisé lors de la cérémonie juive du mariage. Elle se constitue d'un drap, d'une étoffe, parfois d'un châle de prière, étendu ou soutenu par quatre piliers, fixée devant l'arche sainte ou transportée par des assistants à l'endroit où se tiendra la cérémonie et les bénédictions nuptiales. Elle symbolise le foyer que devra construire le couple.

## Règles rituelles concernant la houppa
La houppa traditionnelle, particulièrement pour les juifs orthodoxes, doit être tendue sous le ciel, sans intermédiaire. Comme la cérémonie de mariage se tient parfois à l’intérieur, certaines synagogues ont une ouverture pratiquée dans le toit, afin que la houppa se trouve directement sous le ciel. De nombreux juifs hassidiques préfèrent que la cérémonie ait entièrement lieu à l’extérieur.

## Histoire

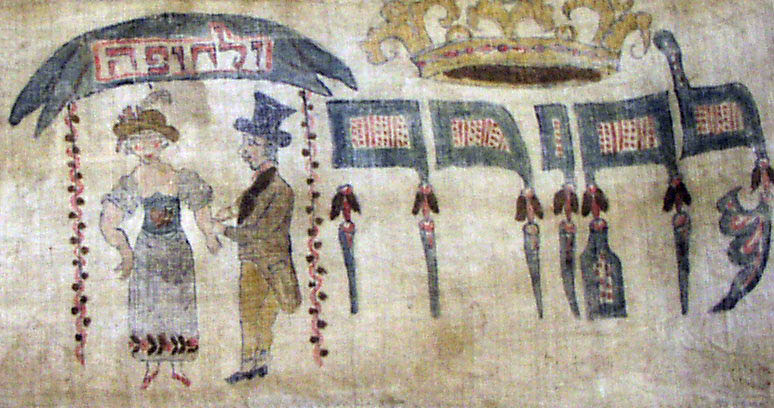
Fanion de Torah de Zelig ben Yehudah Sohnholz (1824)

Le mot houppa apparaît dans la Tanakh (Bible hébraïque), dans le Livre de Joël (2:16) et les Psaumes (19:6). Elle représente un foyer juif symbolisé par le voile et les quatre coins. La houppa est ouverte aux quatre coins, comme la tente d’Abraham, en signe d’hospitalité. Ainsi, la houppa est un symbole d’hospitalité envers tous les prochains. Ce foyer n’est pas meublé, rappelant que ce sont les personnes et non les biens qui constituent le foyer juif.

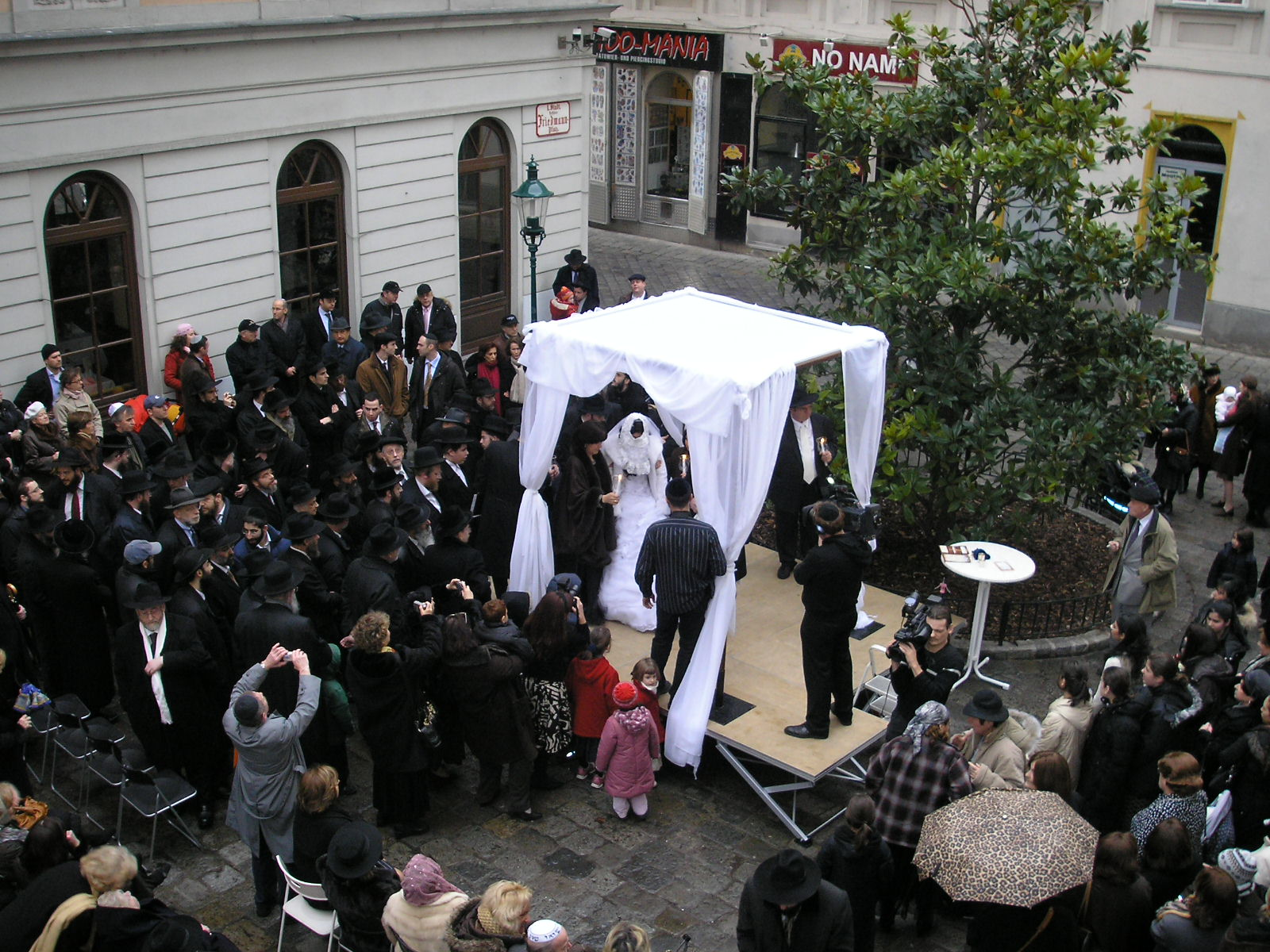
Un mariage juif orthodoxe avec la houppa dans le premier district de Vienne, près de la Judengasse, 2007.

À l’époque talmudique, deux phases distinctes se succédaient au cours du mariage juif, les fiançailles et le mariage actuel. Ces deux cérémonies étaient séparées d’une année entière. La fiancée vivait avec ses parents jusqu’à la deuxième cérémonie, qui avait lieu dans une pièce ou une tente spécialement destinées à cet effet. Les deux cérémonies ont ensuite été liées en une seule, publique. Cette nouvelle cérémonie introduit la houppa, ou un voile mobile, comme symbole de la tente où les mariages avaient lieu à l’origine.
Selon Henri de Villiers, « le premier auteur juif à en parler, rabbi Isaac ben Abba Mari, au XIIe siècle, désapprouve catégoriquement la coutume qui s’introduit de tendre un linge au dessus des époux lors de la bénédiction nuptiale ».
D'après de Villiers, le voile déployé sur les époux chrétiens lors de la cérémonie nuptiale depuis les Pères de l'Eglise (à présent, majoritairement abandonné) pourrait être un dérivé des pratiques greco-romaines « car on retrouve l’idée du voile dans l’étymologie des termes employés tant en latin qu’en grec pour parler du mariage : nubere (= se voiler, se couvrir), nuptiæ connubium, numphios ».

## Symbolique

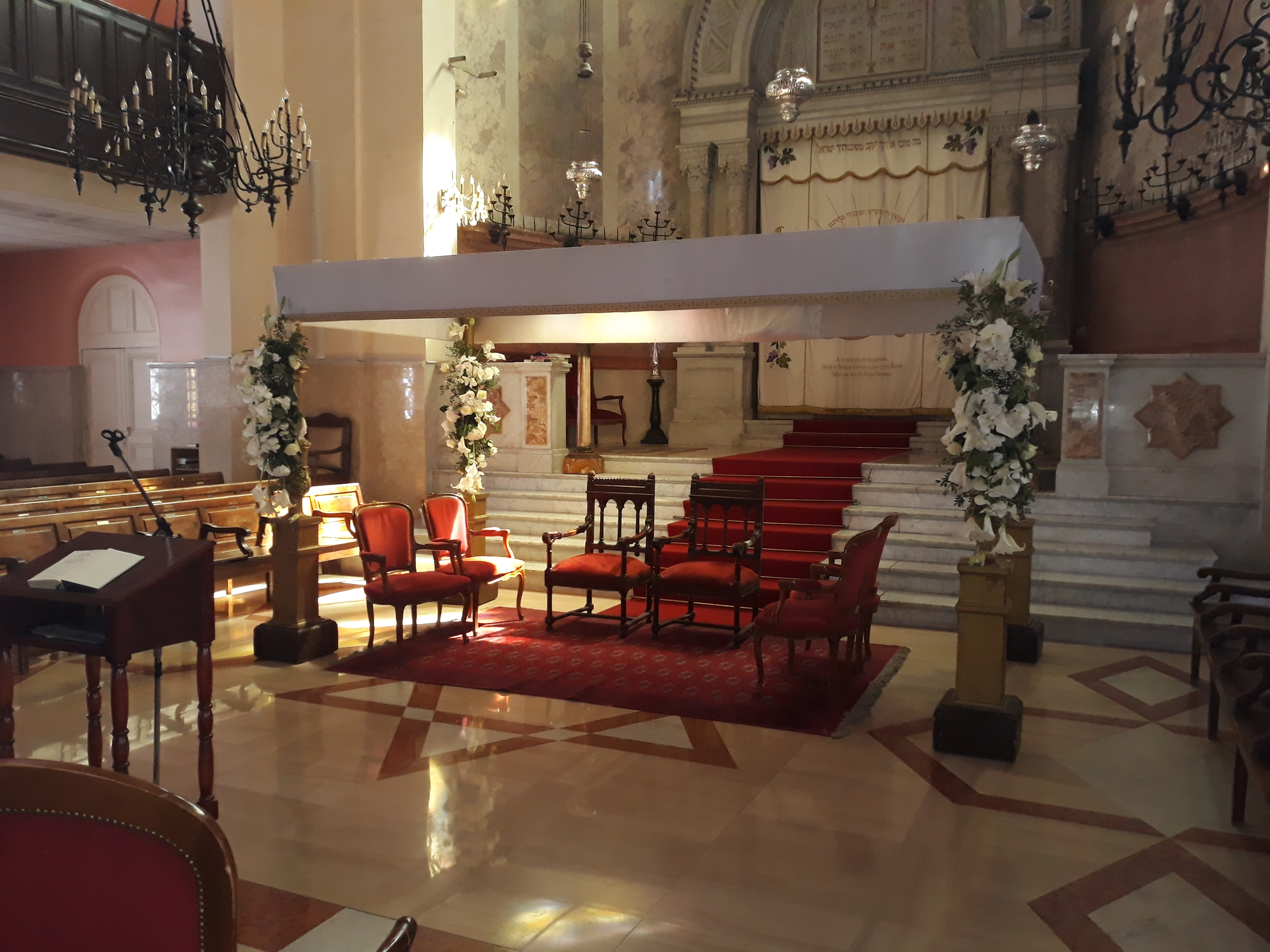
Dais installé à la synagogue pour abriter les mariés lors de leur cérémonie.

D’un point de vue symbolique, l’abri de la houppa représente la présence de Dieu dans l’engagement du mariage. Comme la kippa masculine (calotte) est un rappel de la présence divine (et de la séparation d’avec Dieu), l’érection de la houppa rappelle les origines divines de la cérémonie et de l’institution du mariage.
Le futur marié couvre le visage de la future mariée d’un voile, le badeken, avant qu’elle ne passe sous la houppa. L’origine exacte de cette tradition est discutée dans le débat sur le sens exact à donner à la houppa. Certains pensent que la houppa signifie la dissimulation du visage de la fiancée, et que par ce geste, le couple est uni. Certains exigent que les témoins aient effectivement vu le voile pour qu’ils soient considérés comme des témoins valides du mariage.
Le futur marié entre le premier sous la houppa, qui est ainsi comme ses vêtements ou sa maison. Quand la fiancée entre à sa suite sous la houppa, c’est comme si le marié lui fournissait vêtement ou abri, ce qui symbolise publiquement ses nouvelles responsabilités à son égard.

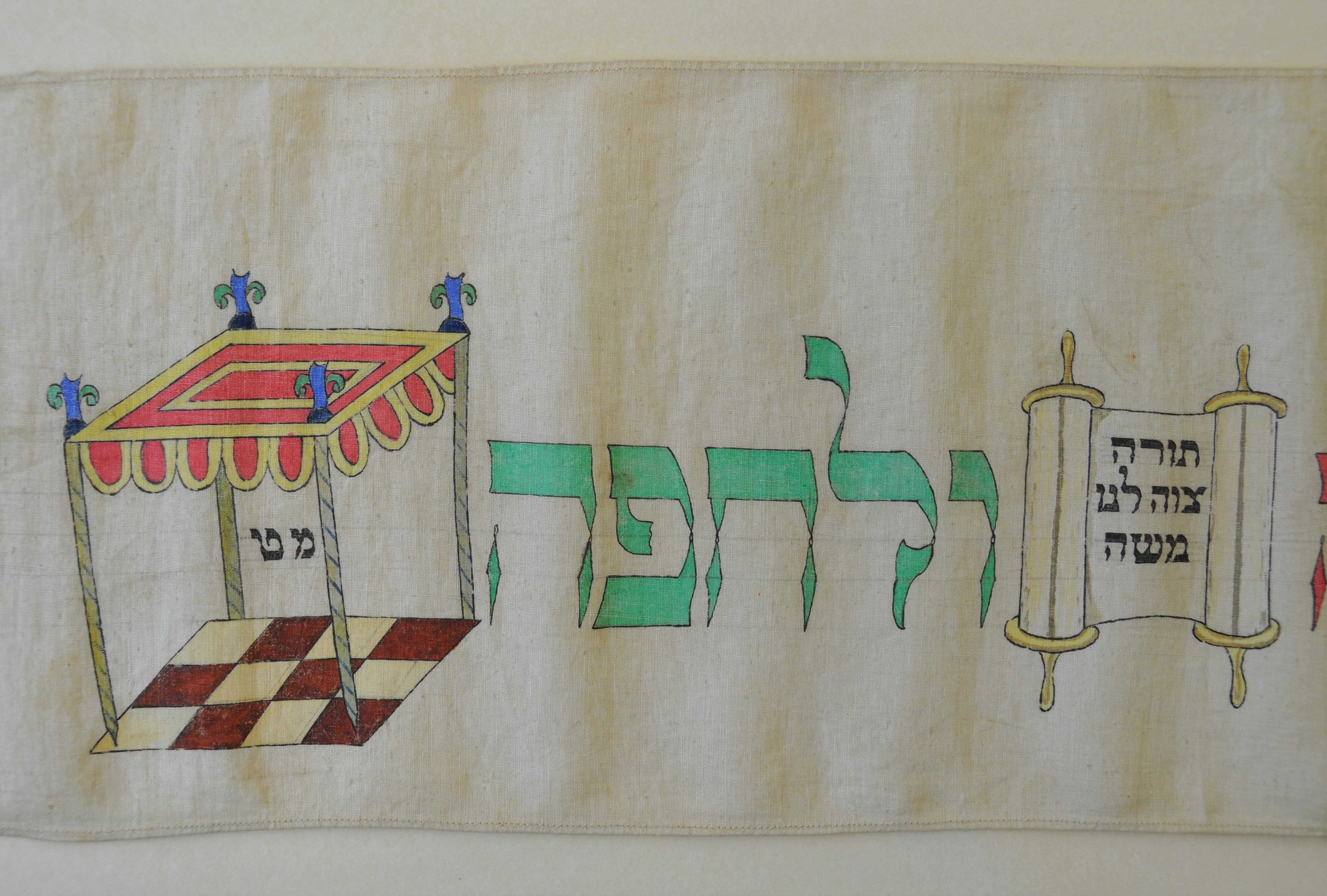
Détail d’une houppa et d’un rouleau de Torah sur une mappa de Lengnau de 1886, dans la collection du Musée juif de Suisse.

Le symbole de la houppa est souvent peint ou brodé sur les mappot après la cérémonie de la Brit Milah d’un garçon. Ici, la houppa est une référence au souhait que le garçon ait un mariage et une famille traditionnels sous la direction de Dieu. Ce vœu est également exprimé par une bénédiction.  

## Tendances contemporaines
La houppa peut être fabriquée en différents matériaux. La soie pour houppa piquée est de plus en plus courante, et est souvent adaptée par des décorations selon les métiers ou les centres d’intérêt du couple.

## Galerie

Illustrations de la Jewish Encyclopedia
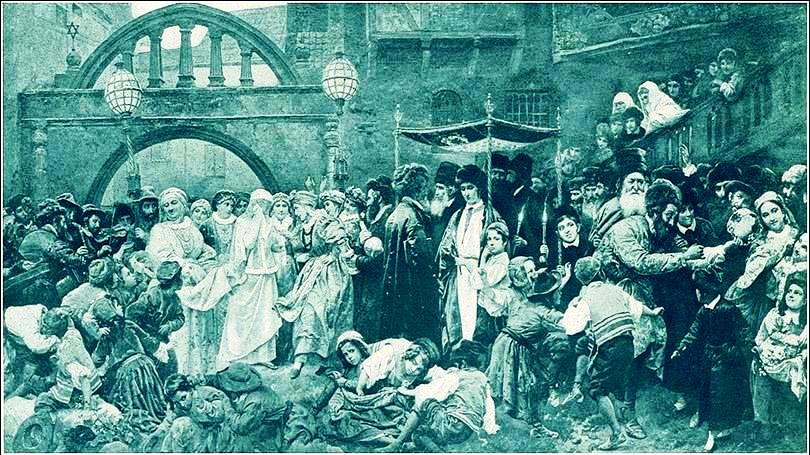
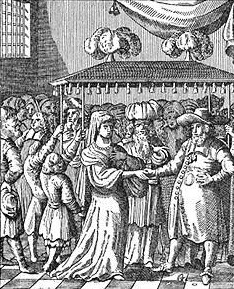
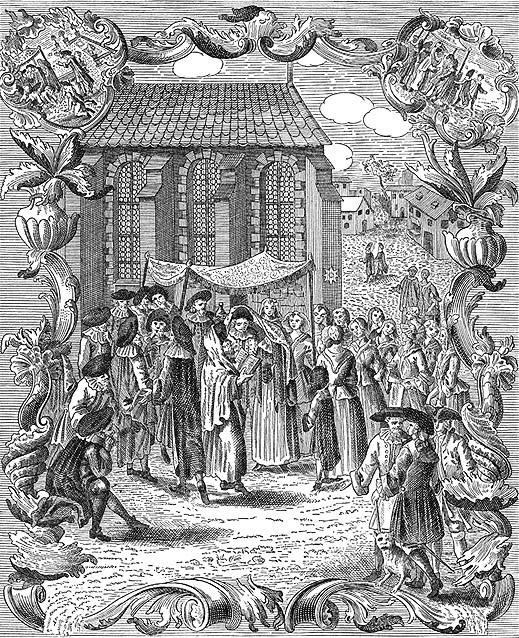
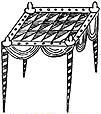
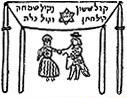
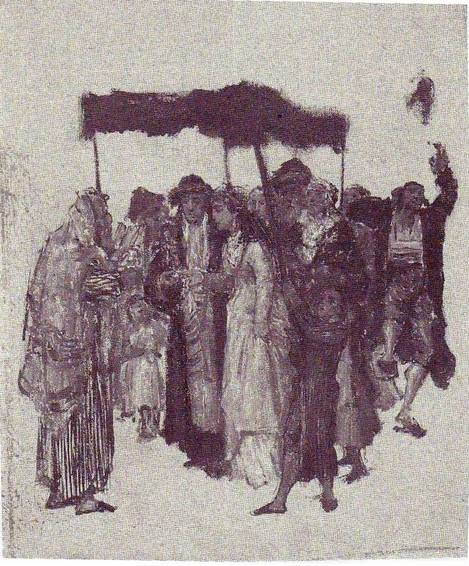

Autres illustrations
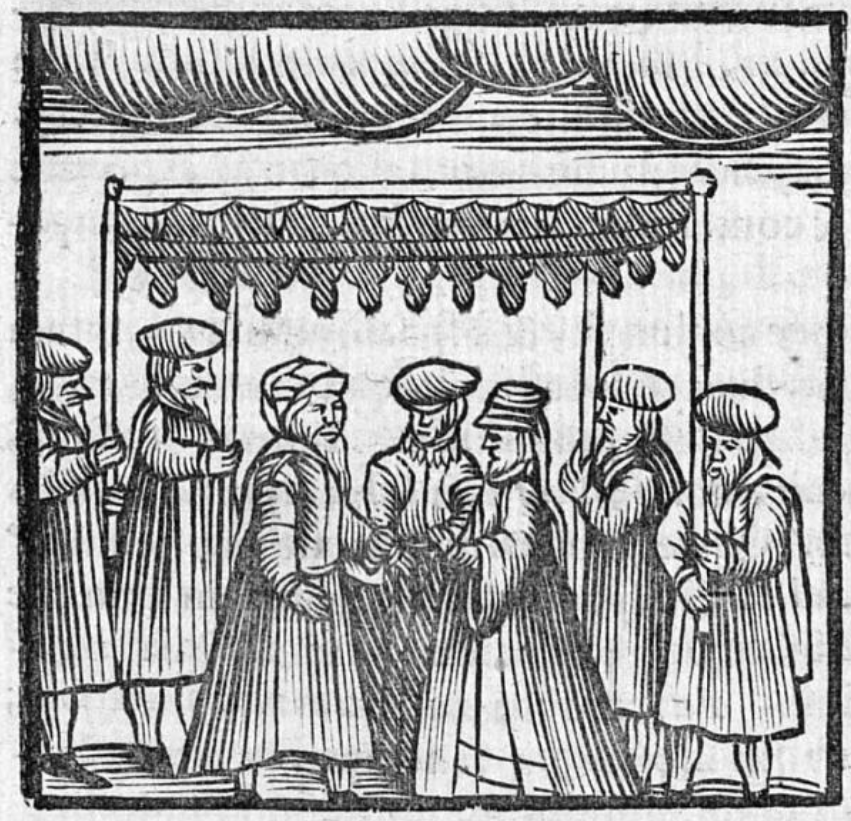
Houppa néerlandaise (gravure, Utrecht, 1657)
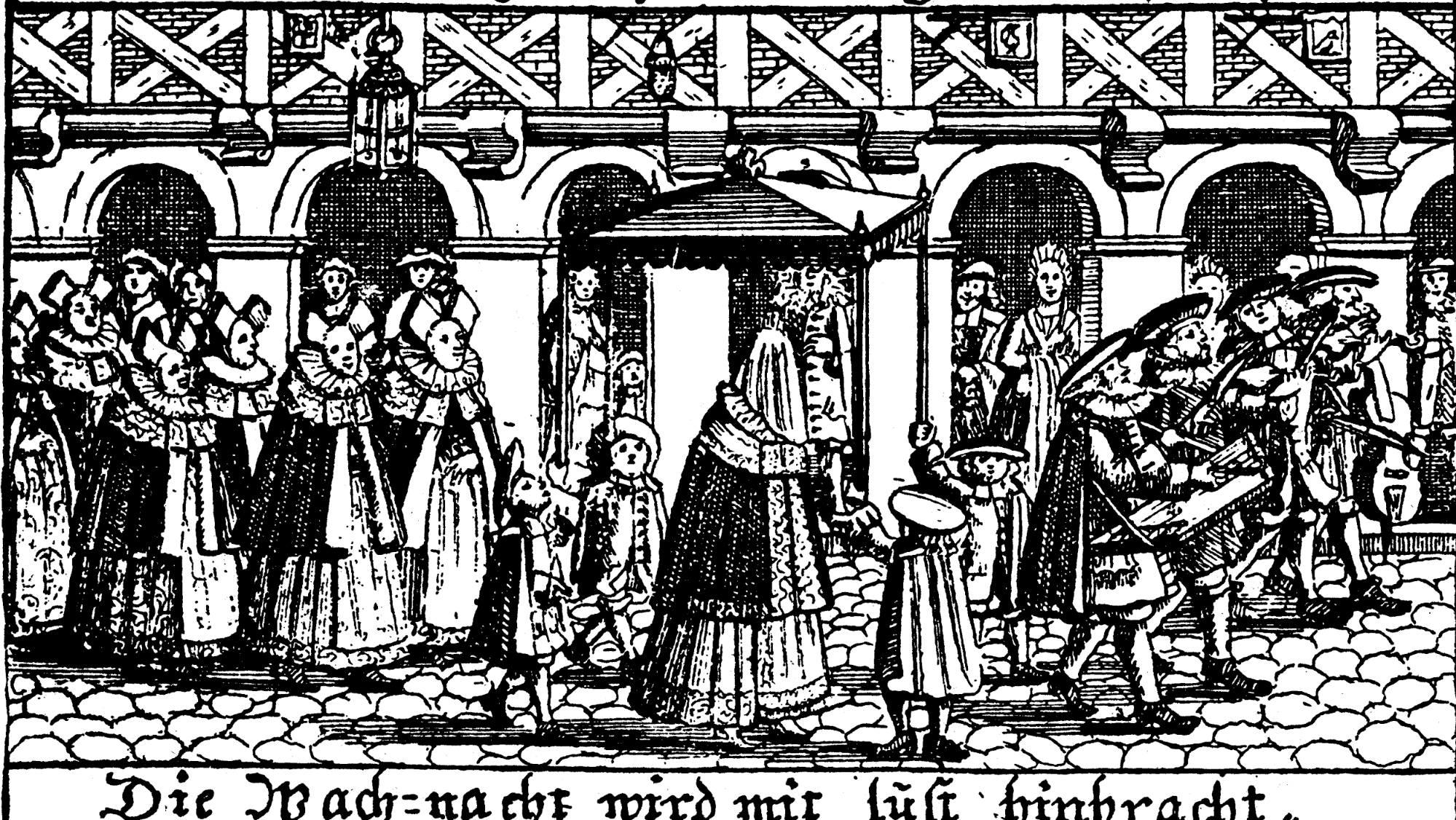
Arrivée de la mariée sous la houppa, précédée d'un orchestre klezmer (v. 1700)
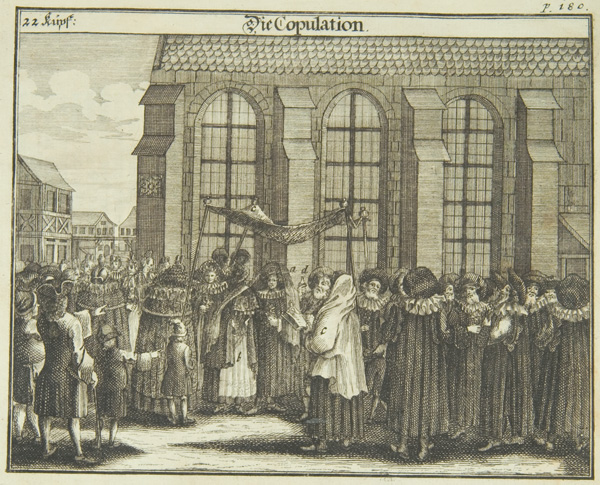
Die Copulation, cérémonie sous la houppa (Nürenberg, 1724)
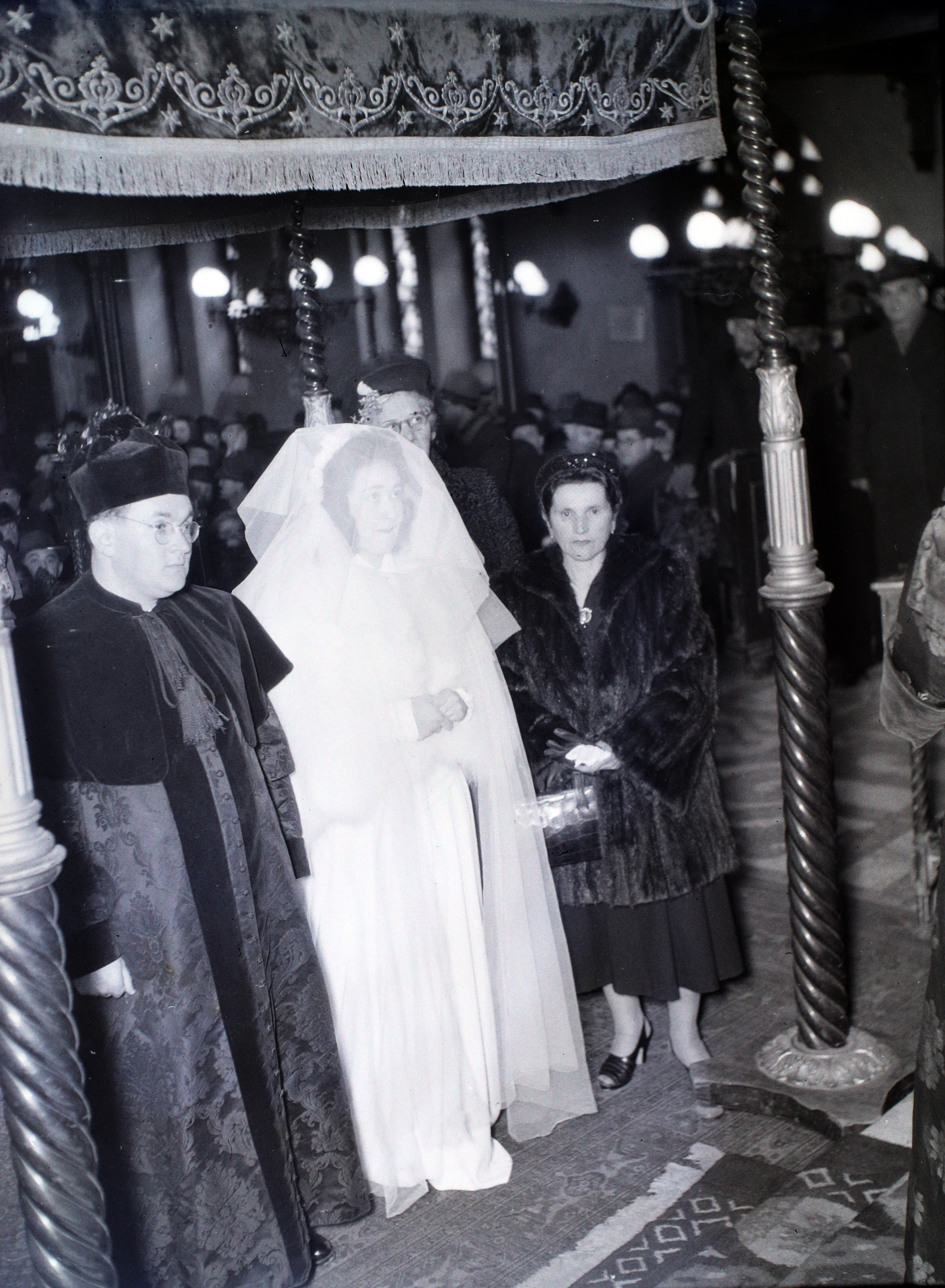
Cérémonie sous la houppa (Budapest, Hongrie, 1948)
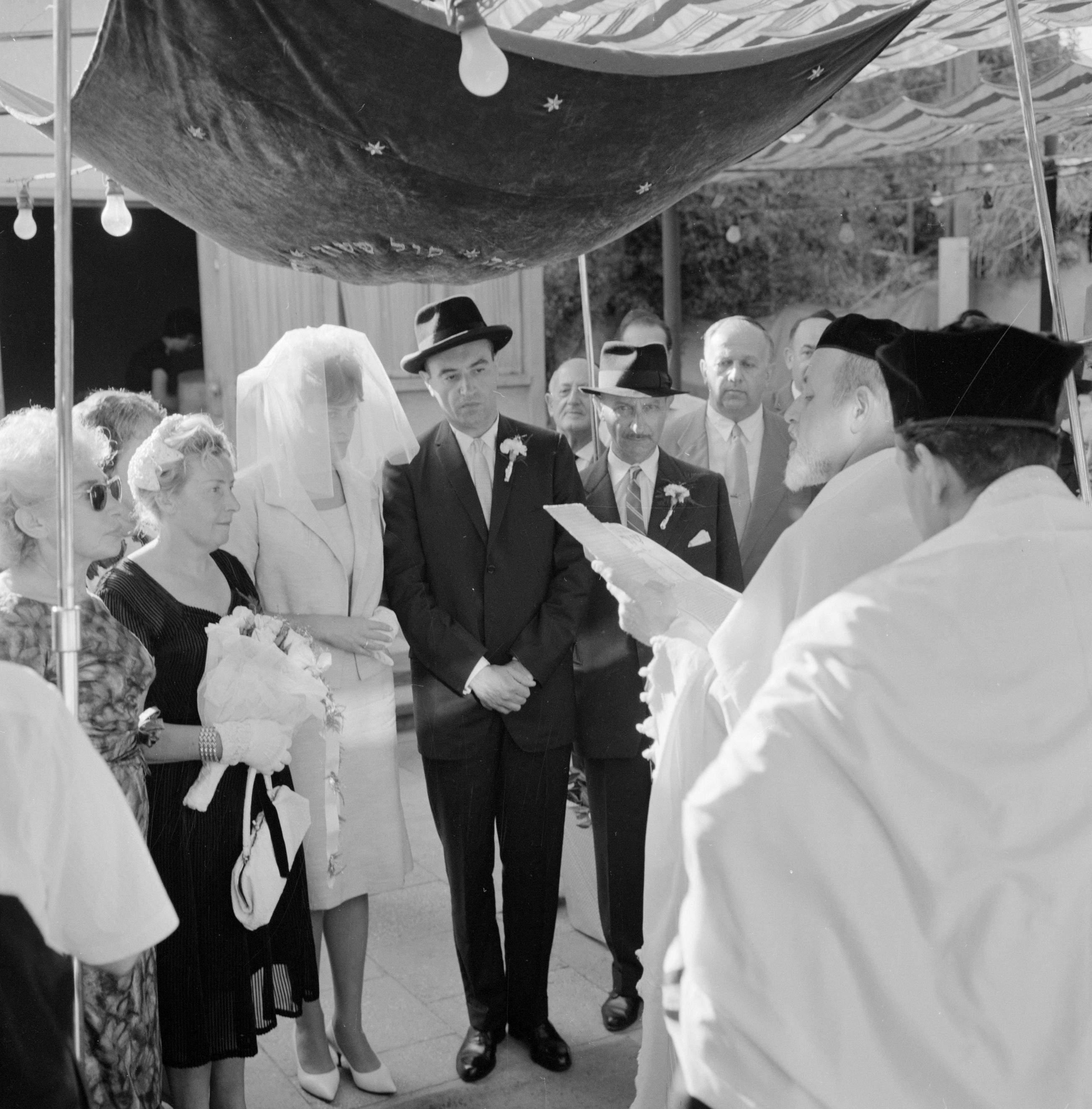
Mariés se tenant sous la houppa pendant que le rabbin lit les bénédictions (Tel Aviv, Israël, 1964)
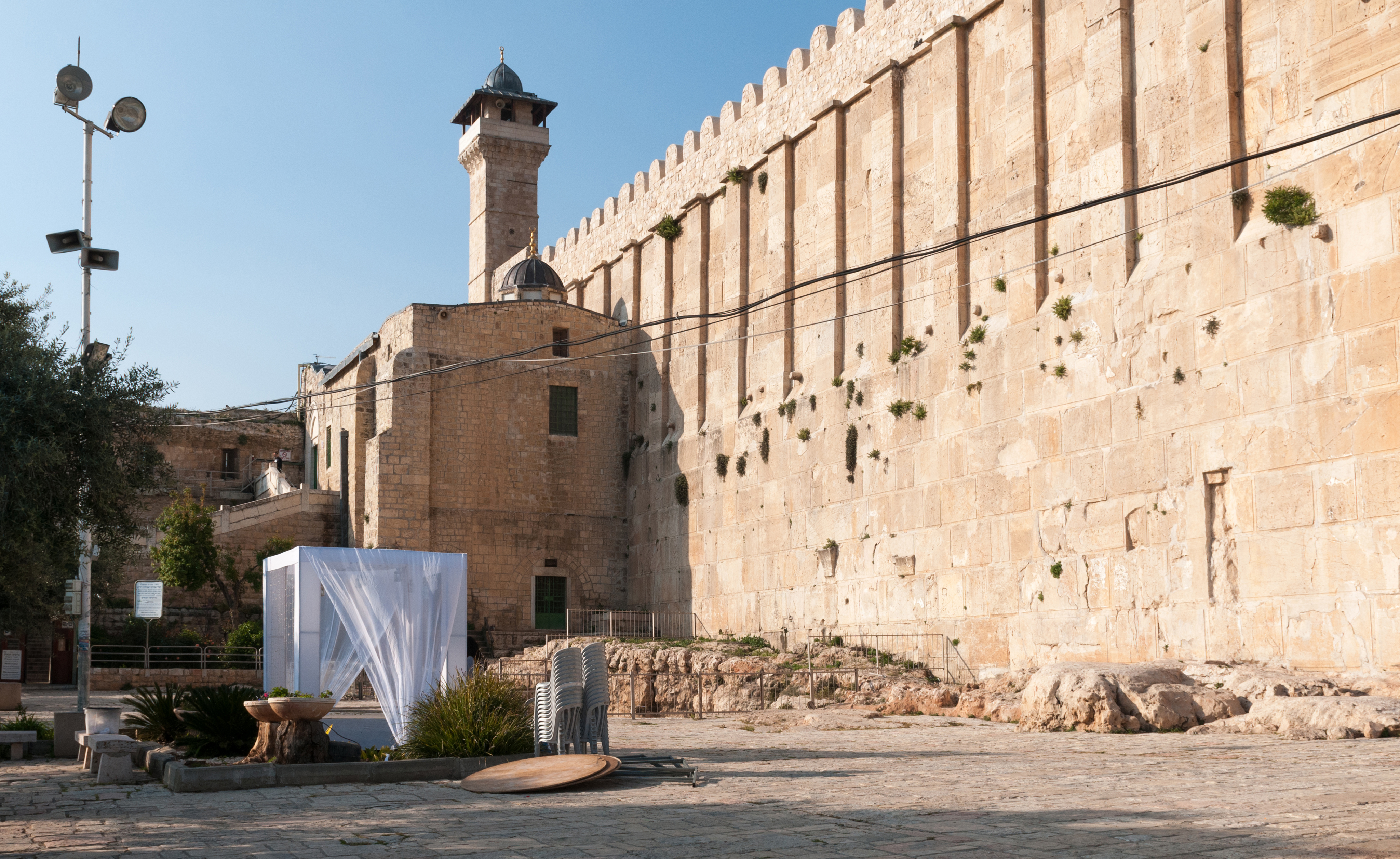
Installations pour la houppa au mur sud du Caveau des Patriarches (Hébron, Cisjordanie, 2016)
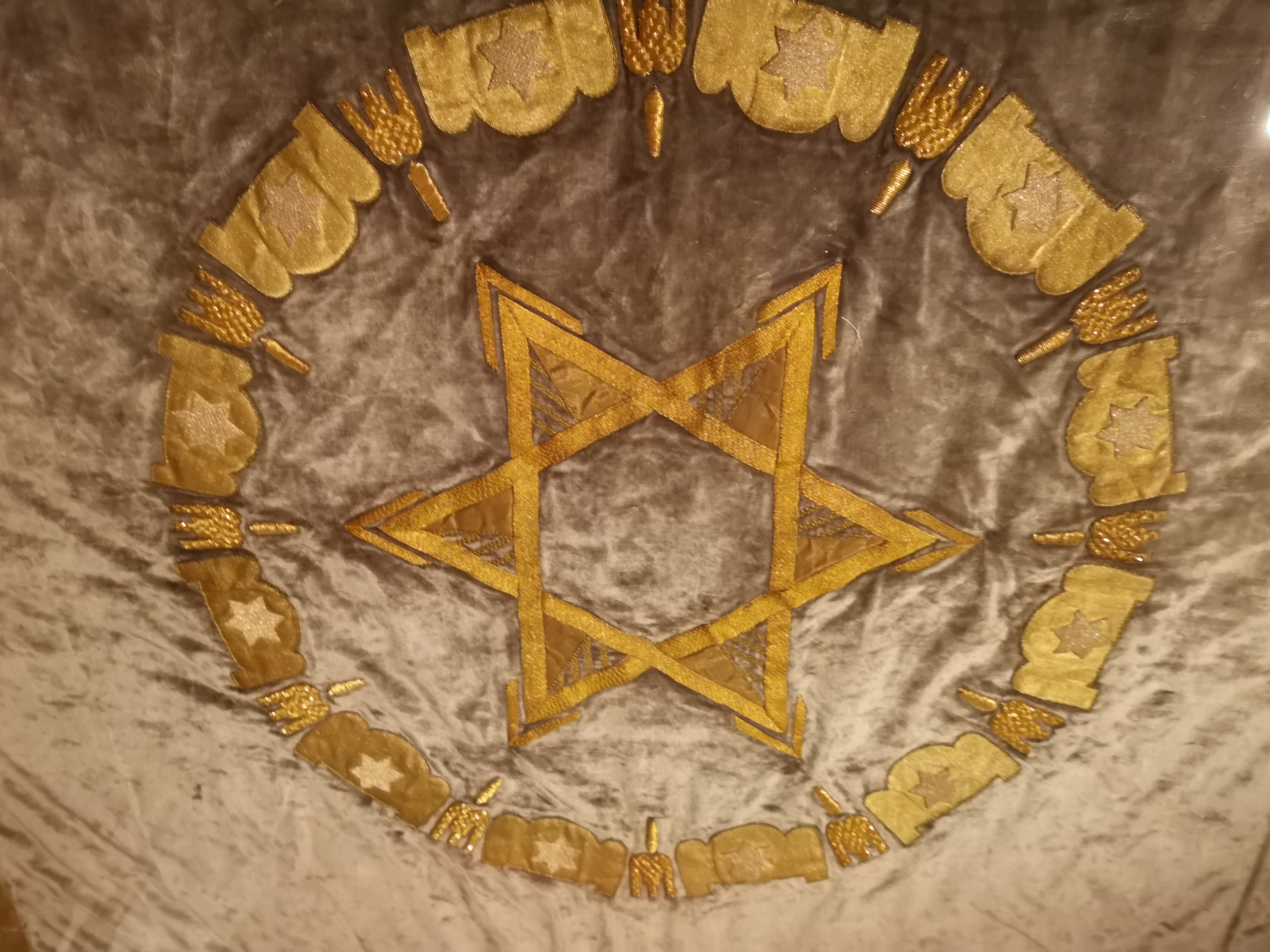
Houppa en soie brodée d'or